# Uzi Even

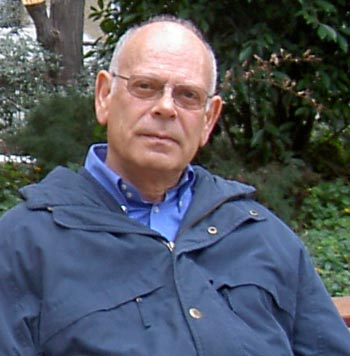
Uzi Even

Uzi Even (hebräisch עוזי אבן‎, * 18. Oktober 1940 in Haifa) ist ein israelischer Professor für Chemie an der Universität Tel Aviv und Politiker.
Even, der einer eingewanderten osteuropäischen jüdischen Familie entstammt, studierte nach seiner Schulausbildung am Technion und erreichte den B.Sc. und M.Sc. sowie den Ph.D. an der Universität Tel Aviv. Er spezialisierte sich auf Spektroskopie. Nach seinem erfolgreichen Studienabschluss und Dienst in der israelischen Armee wurde Even als Professor in Chemie an der Universität in Tel Aviv tätig.
1993 erklärte er öffentlich vor der Knesset, dass die Israelischen Streitkräfte ihn während seiner Wehrdienstzeit entlassen hätten und seine sexuelle Orientierung offenbarten, nachdem sie seine Homosexualität entdeckt hatten. Seine Aussagen führten zu einem Kurswechsel der Regierung unter Jitzchak Rabin, wodurch homosexuellen Menschen der Dienst in der Armee erlaubt wurde. 1995 erreichte Even, dass sein Arbeitgeber, die Universität Tel Aviv, seinem Partner Rechte gewähren musste.
Even engagiert sich politisch in der Partei Meretz-Jachad. 1999 verpasste er knapp den Einzug als Abgeordneter in die Knesset, was ihm aber 2002 im Nachrückverfahren gelang, als der Abgeordnete Amnon Rubinstein sein Mandat niederlegte. Even wurde der erste offen homosexuelle Abgeordnete in der Knesset. Bei den Parlamentswahlen 2003 scheiterte Even.